# Johann Christian Ravit
Johann Christian Ravit, född den 16 augusti 1806 i Slesvig, död där den 9 september 1868 i Slesvig, var en tysk jurist och nationalekonom.
Efter att ha studerat rätts- och statsvetenskap i Kiel, Heidelberg och Jena avlade han juridisk ämbetsexamen i Slesvig 1831 och blev därefter volontär i Rentekammeret i Köpenhamn, där han 1834 blev fullmäktig, 1839 kontorschef. År 1840 blev han kammarråd. Under sin vistelse i Köpenhamn skrev han inledning till det statistiska tabellverkets framställning av befolkningsförhållandena i hertigdömena (1842). År 1842 utnämndes han till ordinarie professor i nationalekonomi och statistik i Kiel, där han året efter blev hedersdoktor. Under åren som följde anförtroddes han olika uppdrag, till exempel säte i styrelsen för järnvägen från Kiel till Altona, men hans uppträdande under upproret ledde till att han 1851 avskedades, och han förde sedan ett kringflackande liv. I Hamburg grundade han ett brandförsäkringsbolag (1854), blev 1856 direktör för ett bankinstitut i Meiningen, men drog sig tillbaka efter ett år, då banken övergav den ursprungliga planen, som gick ut på att främja stora industriella satsningar. Han upprättade därefter en bank i Oldenburg, men bosatte sig snart efteråt i Lybeck. År 1865 var han i Köpenhamn för att delta i förhandlingarna om det finansiella mellanhavandet mellan Danmark och hertigdömena, men han lämnade delegationen, innan förhandlingarna var till ända. Han vistades sedan någon tid i Kiel och Hamburg. Ravits betydelse som författare är inte speciellt stor. Han var med i olika litterära företag, redigerade exempelvis 1845–1848 en årsbok för lagstiftning och förvaltning i hertigdömena, 1849 en statshandbok för Slesvig-Holstein och 1862–1863 Archiv staatswissenschaftlicher Abhandlungen. Han behandlade vidare mynt- och skatteväsen i några avhandlingar, bland vilka märks en från 1862 om progressiv inkomstskatt).